# Marco Rodrigo
Marco Rodrigo Aguiar da Silva (Río de Janeiro, 19 de noviembre de 1971) es un actor, director y músico brasileño.

## Biografía
Hijo de Mário Alberto y Maria da Conceição, Marco Rodrigo es el primer artista de la familia.
Fue el encanto adolescente por la música de João Gilberto y los shows de Ney Matogrosso, Cazuza, Rod Stewart y Freddie Mercury, en Rock in Rio de 1985, que despertaron en él, deseos de causar en las personas aquella misma sensación que esos artistas causaban en sí, ya sea en el área de la música o de la representación.
A los 16 años, estudiaba teatro en la escuela cuando fue invitado para el grupo de teatro amador de su profesor, Almir Telles.
Aprendió a tocar la guitarra con amigos. Más tarde, estudió técnica musical.
Todavía muy joven, sustentaba sus estudios artísticos con un salario bolsa do Club del Flamengo, donde era jugador de polo acuático, y tocando guitarra, a la noche, en los bares cariocas.
Trabajaba como actor profesional cuando se formó por la Casa de Arte das Laranjeiras (CAL) en 1992, año de estreno de su primer trabajo de mayor proyección, en el musical “Ali Baba e os Quarenta Ladrões”.
Estudió canto con Pedro Bloch, el mismo profesor de João Gilberto e hizo también clases de danza.
Su carrera como director comenzó por casualidad, sustituyendo, por un día, a la directora de una pieza teatral. De ahí en adelante, Marco Rodrigo no paró más de dirigir, actividad que rápidamente extendió para la televisión, donde ya tenía experiencia como actor. Nuevamente, el destino daba su carta: Marco estaba estudiando en los bastidores de la serie “Mulher” (Rede Globo, 1998/99), cuando el asistente de dirección enfermó y el asumió el cargo.
Nunca dejó de presentar sus shows musicales, que pasan los 500.
En 2010, Marco Rodrigo lanza su primer disco, titulado “Rock’n Bossa”, que une a su pasión por la bossa nova de João Gilberto y por el rock de los años 80.

## Trabajos en TV como director
NOVELAS
- 2015 - I Love Paraisópolis
- 2013 - Rastros de mentiras
- 2011 - Fina Estampa
- 2009 - Negócio da China
- 2008 - La favorita
- 2006 - Pé na Jaca
- 2006 - Cobras & Lagartos
- 2004 - Señora del destino
- 2003 - Kubanacan
- 2002 - Coração de Estudante
- Malhação

SERIES
- 2010 - A Vida Alheia
- 2008 - Guerra e Paz
- 2005 - Sítio do Pica Pau Amarelo

MINISERIES
- 2002 - O Quinto dos Infernos

OTROS PROGRAMAS
- 2009 - Natal de Luz da Xuxa

## Trabajos en TV como actor
- 1998 - Hilda Furacão

## Trabajos en Teatro como director
- Bailei na Curva
- Somos Irmãs
- Saltimbancos
- Beijo no Asfalto, Nelson Rodrigues
- Pinter in Pedaços
- Sonho de Uma Noite de Verão, Shakespeare

## Trabajos en Teatro como actor
- Ali Baba e os Quarenta Ladrões
- O Embarque de Noé – Prêmio de Melhor Ator
- A Volta Chico Mau
- Somos Irmãs
- Família do Cão